# Guglielmo Vacca
Guglielmo Vacca (Eboli, 21 ottobre 1849 – Roma, 1º febbraio 1916) è stato un magistrato e politico italiano.

## Biografia
Nato a Eboli nel 1849, ebbe la sua formazione giovanile nell'Istituto Educativo fondato lì dal Can. Michele Mauro, fu Procuratore generale della Corte di Appello di Palermo, di Venezia e di Roma.
Per i suoi meriti fu nominato Cavaliere di Gran Croce dell'Ordine della Corona d'Italia.
Fra le sue numerose requisitorie va ricordata quella del processo riguardante Antonio D'Alba per l'attentato alla vita di Vittorio Emanuele III re d'Italia.
Il 3 marzo 1911 fu nominato senatore del Regno. Fu componente di diverse commissioni legislative tra le quali quella per la riforma del codice di procedura penale e ideatore e autore della legge sulla condanna condizionale.
Fu anche presidente dell'Opera nazionale per gli orfani del terremoto Calabro-Siculo.
Scrisse L'Appello Penale, relazione al IV Congresso Giuridico Nazionale, vol.I, Napoli, Tocco, 1887. Relazione statistica dei lavori compiuti nel Circondario del Tribunale Civile e Correzionale di Potenza, nell'anno 1887.
Morì a Roma il 1º febbraio 1916. Il comune di Eboli gli ha dedicato una via nel centro storico della città.